# Julie de Saint-Laurent
Alphonsine-Thérèse-Bernardine-Julie de Montgenêt de Saint-Laurent, née le 30 septembre 1760 à Besançon et morte le 8 août 1830 à Paris, est l'épouse du baron de Fortisson, colonel de l'armée française, et la maîtresse du prince Édouard-Auguste de Kent.

## Biographie
Son père est Jean-Claude Montgenêt, ingénieur civil, et sa mère est Jeanne-Claude (Claudine) Pussot.
À l'occasion d'un passage à Genève, le duc de Kent fut présenté aux Fortisson. Peu de temps après, Julie et Édouard devinrent amants. Le père du duc, le roi George III, l'enrôla dans l'armée et l'envoya à Gibraltar d'où Édouard pris ses dispositions pour qu'elle le rejoigne dans la clandestinité. George III découvrit cette liaison et envoya alors le duc à Québec comme colonel du 7ème fusiliers, un régiment d'infanterie de l'armée de terre britannique. Humilié, il refusa d'abord d'y aller, mais en août 1791 il arriva accompagné de sa châtelaine, présentée comme Julie de Saint-Laurent et veuve. Plusieurs sources rapportent que Julie et Édouard contractèrent un mariage morganatique dans une église catholique romaine à Québec. Le prince Édouard loua peu de temps après la maison du juge Mabane pour 90 £ par année. Il vécut à la maison du duc-de-Kent à Québec pendant trois ans avec Madame de Saint-Laurent, avant d'être affecté à Halifax, en Nouvelle-Écosse, en 1794.
Pendant vingt-huit ans, Julie de Saint-Laurent présida dans la maison du duc «avec dignité et convenance» comme le rapporta un chroniqueur local. Elle est décrite comme ayant été belle, intelligente, pleine d'esprit et accomplie. Plusieurs de ses lettres se trouvent dans «La vie du duc de Kent» d'Anderson (Québec, 1870). Après le mariage du duc en 1818 avec la veuve du prince de Leiningen, Saint-Laurent se retire à Paris où elle passe ses journées au sein de sa famille et de ses amis. Louis XVIII lui donna le titre de comtesse de Montgenêt et le portrait du duc par Beechey lui fut envoyé.

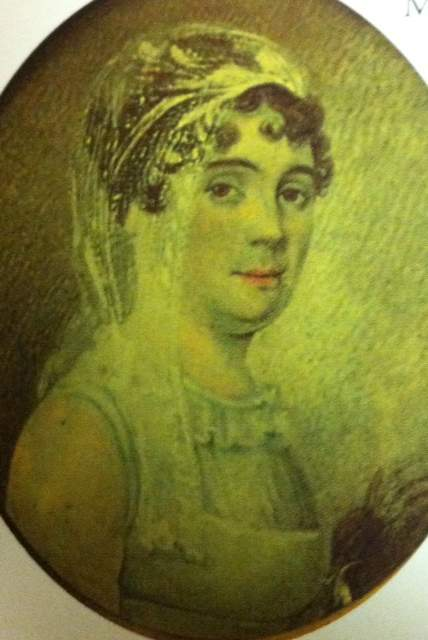
Madame de Saint-Laurent - Maîtresse du Prince Edward

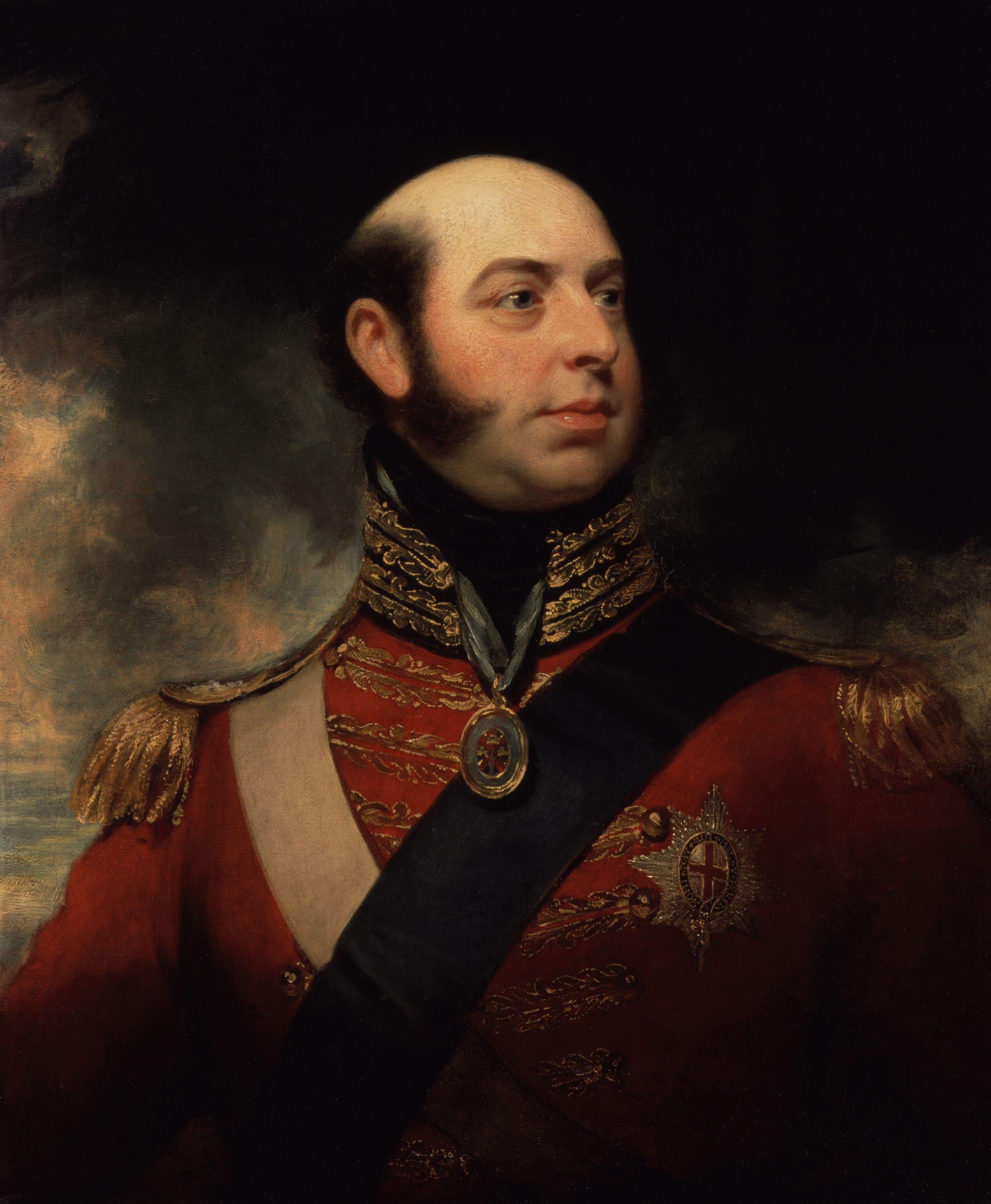
Portrait du duc de Kent par Beechey (1818)

Il n'y a aucune preuve que Julie et Édouard eurent des enfants, mais de nombreuses familles au Canada ont revendiqué la descendance du couple. Une étude récente (en particulier par Mollie Gillen, qui a obtenu l'accès aux archives royales du château de Windsor) établit qu'aucun enfant n'est né de la relation de 28 ans entre Julie et Édouard ; bien que de nombreuses familles et individus canadiens (y compris le soldat néo-écossais Sir William Fenwick Williams, 1er baronnet)  aient revendiqué leur descendance.
Elle est décédée en 1830 et fut enterrée avec sa sœur, Jeanne-Béatrix, comtesse de Jansac, au cimetière du Père Lachaise à Paris.

## Hommage
Elle a donné son nom à : 
- le lac de Julie, Bedford, Nouvelle-Écosse
- Place Saint-Laurent, Halifax
- Promenade de Julie, Bedford